# فيستو
فيستو (بالإنجليزية: Festo)‏ هي شركة ألمانية مختصة بالتشغيل والتحكم بالآلات الصناعية، يقع مقر هذه الشركة في مدينة اسلنغن ام نيكار. تختص فيستو بالآلات الناقلة حيث أنها تبيع المحركات الهوائية الموجهة لقطاع الصناعة في المقام الأول.

## تاريخها
تأسست شركة فيستو عام 1925 على يد غوتليب ستول وألبريت فيزر. في البداية كانت الشركة تنتج أدوات قطع الأخشاب ثم طوّرت عملها لاحقًا إلى تشغيل المحركات الصناعية. حصل في عام 2000 تطور قوي في الشركة حيث أنها حولت القسم المتنقل إلى شركة مستقلة تابعة لها أسمتها Festool .

## منتجاتها
تقدم فيستو بالإضافة إلى تخصصها خدمات هندسية عبر قسم حلول العملاء. هذه الحلول تبدأ من مساعدات صغيرة بسيطة حتى تصل إلى تشغيل كامل للآلات بالتعاون مع طرف ثالث. يتضمن العمل المثالي للشركة في تصميم آلي مخصص وعملية التشغيل المُحكَمة.
تمتلك شركة فيسكو علاقات جيدة مع عدة جامعات ومعاهد وشركات تطوير من خلال برنامجها (شبكة تعليم الأعضاء الآلية). حيث تستخدم الشركة هذه العلاقات لاكتشاف الأفكار والمبادرات التي تطوّر العمل الاقتصادي والعلمي لتشغيل الآلات وهو ما يساهم غالبًا في إنشاء المنتجات المستقبلية، وفي الوقت الحالي تركز مشاريع التطير على المحركات الهوائية بشكل خاص.
بعض هذه المشاريع:
- الطائر الذكي
- أكوا جيلي [5]
- أكوا بينجوين[6]
- أكوا راي[7]
- آيركس آرم[8]
- ايراكودا[9]

## وصلات خارجية
- الموقع الرسمي للشركة
- موقع الشركة الخاص بالمملكة المتحدة
- موقع الشركة الخاص بالولايات المتحدة
- حساب الشركة على يوتيوب